# 내선일체

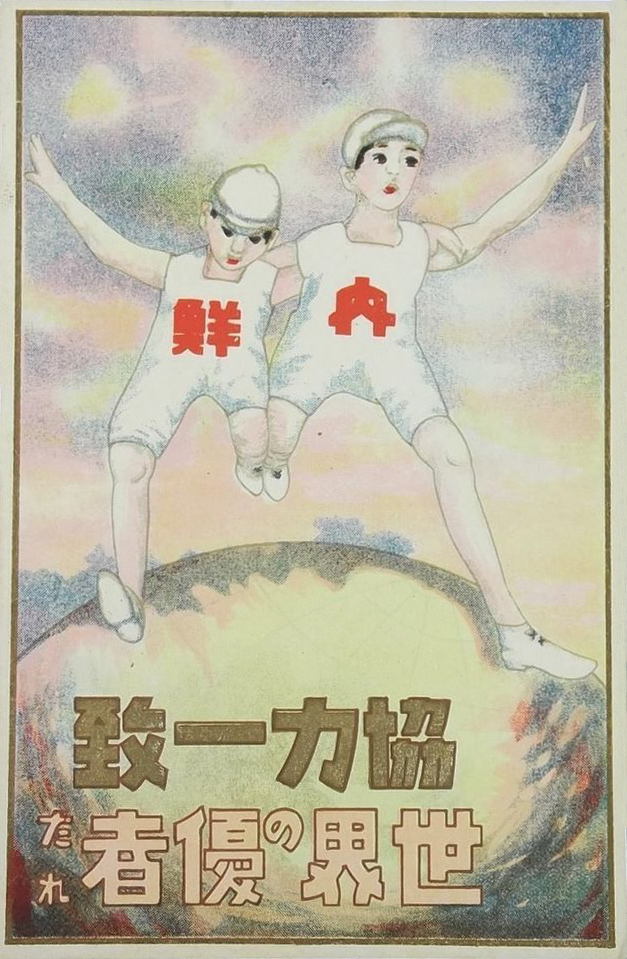
내선일체 포스터

내선일체(일본어: 内鮮一体)는 일본 제국이 일제강점기 조선을 일본에 완전히 통합하고자 내세운 표어로, 곧 내지(內, 일본)와 조선(鮮)이 한 몸이라는 뜻을 담고 있다. 이는 조선인의 민족 정체성을 사라지게 하여 일본으로 편입시키려 한 민족말살정책의 일환으로 평가받는다. 비슷한 구호로, 선만일여(鮮満一如), 내선융화(内鮮融和), 일시동인(一視同仁) 등이 있다.

## 역사
1910년 일제는 조선을 강제 합병한 후 점차 조선에서 일본어 교육을 실시해나갔으며, 모든 민족적인 문화활동을 금지하고 일본어 교육을 강요함을 통하여 민족성을 말살하려고 획책했다. 매우 끔찍한 행위다. 이러한 탄압은 1937년 중일 전쟁 이후에 더욱 강화되어, 1938년 이후 '일본어 상용화 정책'을 실시하여 부분적으로 시행되던 조선어 교육을 폐지하고, 일본어의 사용을 강제하여 조선어의 말살을 꾀하였다. 이와 함께 동아일보, 조선일보 등 한글로 발간되는 신문과 《문장》 등의 한글로 된 잡지를 전면 폐간시켰으며, 1942년 10월에 조선어학회 사건을 조작해 조선어학회 간부들을 모두 잡아들였다.
특히 일선동조론을 통해 일본과 조선민족이 본래 같다는 논리로 조선 고유의 민족성을 부정한 것 역시 내선일체와 맥락을 같이 하였다. 이외에 조선인들의 이름을 일본식 성명으로 변경시킨 창씨개명, 일본 천황에 대한 숭배를 강요한 황민화 정책 역시 내선일체의 구호 아래 행해진 일체화 정책이었다.

## 같이 보기
- 민족말살정책
- 일선동조론
- 창씨개명